# 克米尼-普瓦索
克米尼-普瓦索（法語：Quemigny-Poisot，法語發音：[kəmiɲi pwazo]）是法国科多尔省的一个旧市镇，位于该省南部，属于第戎区。2019年，克米尼-普瓦索与市镇克莱芒塞合并为新市镇瓦尔福雷。

## 地理
克米尼-普瓦索（47°13'46"N, 4°51'52"E）面积11.32 平方千米，位于法国勃艮第-弗朗什-孔泰大區科多尔省，该省份为法国中东部省份，北起奥布省，西接涅夫勒省和约讷省，南至索恩-卢瓦尔省，东南接汝拉省，东临上索恩省，东北部与上马恩省接壤。
与克米尼-普瓦索接壤的市镇（或旧市镇、城区）包括：于尔西、瑟姆藏日、尚伯夫、克莱芒塞、热尔格伊。

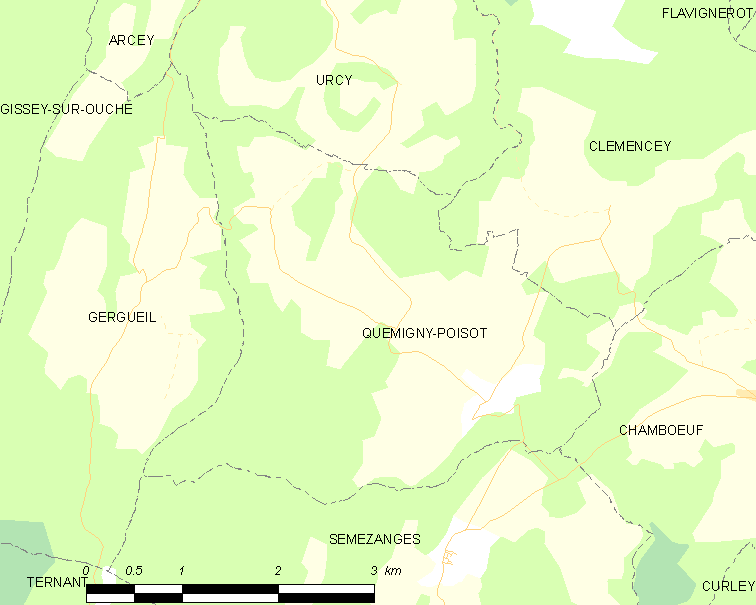
克米尼-普瓦索的OSM定位图

克米尼-普瓦索的时区为UTC+01:00、UTC+02:00（夏令时）。

## 行政
克米尼-普瓦索的邮政编码为21220，INSEE市镇编码为21513。

## 政治
克米尼-普瓦索所属的省级选区为隆维县。

## 人口

1962-2008年间克米尼-普瓦索人口变化图示

克米尼-普瓦索于2018年1月1日时的人口数量为192人。